# Леонид Бачев
Леонид (Леонди) Бачев (Бачов) Попов е български революционер, деец на Вътрешната македоно-одринска революционна организация, по-късно на Варненското македонско братство.

## Биография
Бачев е роден в 1880 година в костурското село Загоричани, тогава в Османската империя, днес Василиада, Гърция. Работи като млекар. Влиза във ВМОРО в 1901 година и служи като куриер на организацията. През Илинденско-Преображенското въстание през лятото на 1903 година е четник в Загорицката чета, начело с Петър Погончев, а по-късно е четник в районните чети на Иван Попов и Никола Андреев и взима участие в действията в Костурския революционен район - превземането на Клисура и превземането на Невеска, нападението на Загоричани, сраженията при Бобища и на Върбица, както и в последвалото на Каймакчалан при Пожарско и това при Чанище. Къщата му е изгорена по време на потушаването на въстанието.
След разгрома на въстанието се легализира. На 9 май 1904 година при аферата с убийството на албанците от Елеово е арестуван и изтезаван в Костурския затвор. Освободен е на 8 октомври 1904 година поради липса на доказателство за участие в убийството. При гръцкото нападение над Загоричани къщата му отново е изгорена от гръцките андарти, а в клането загиват зет му Кузо Самарджията, сестра му Ангелина и четирите им деца.
При избухването на Балканската война в 1912 година е доброволец в Македоно-одринското опълчение и се сражава в III рота на IV битолска дружина.
Установява се във Варна, Свободна България.
На 9 март 1943 година подава молба за българска народна пенсия, която е одобрена и пенсията е отпусната от Министерския съвет на Царство България.